# Schausiella adocimn
Schausiella adocimn är en fjärilsart som beskrevs av Dyar 1914. Schausiella adocimn ingår i släktet Schausiella och familjen påfågelsspinnare. Inga underarter finns listade.